# Le Bec-Thomas
Le Bec-Thomas és un municipi francès situat al departament de l'Eure i a la regió de Normandia. L'any 2007 tenia 224 habitants.

## Demografia

### Població
El 2007 la població de fet de Le Bec-Thomas era de 224 persones. Hi havia 79 famílies, de les quals 12 eren unipersonals (4 homes vivint sols i 8 dones vivint soles), 20 parelles sense fills, 39 parelles amb fills i 8 famílies monoparentals amb fills.
La població ha evolucionat segons el següent gràfic:
Habitants censats

### Habitatges
El 2007 hi havia 88 habitatges, 80 eren l'habitatge principal de la família, 6 eren segones residències i 2 estaven desocupats. Tots els 86 habitatges eren cases. Dels 80 habitatges principals, 74 estaven ocupats pels seus propietaris, 4 estaven llogats i ocupats pels llogaters i 2 estaven cedits a títol gratuït; 1 tenia una cambra, 2 en tenien dues, 6 en tenien tres, 16 en tenien quatre i 56 en tenien cinc o més. 65 habitatges disposaven pel capbaix d'una plaça de pàrquing. A 30 habitatges hi havia un automòbil i a 46 n'hi havia dos o més.

### Piràmide de població
La piràmide de població per edats i sexe el 2009 era:
| Homes | Edats   | Dones |
| ----- | ------- | ----- |
| 0     | 95 o +  | 0     |
| 0     | 90 a 94 | 0     |
| 0     | 85 a 89 | 0     |
| 4     | 80 a 84 | 0     |
| 4     | 75 a 79 | 8     |
| 0     | 70 a 74 | 4     |
| 4     | 65 a 69 | 0     |
| 0     | 60 a 64 | 4     |
| 4     | 55 a 59 | 0     |
| 8     | 50 a 54 | 8     |
| 12    | 45 a 49 | 12    |
| 12    | 40 a 44 | 8     |
| 8     | 35 a 39 | 12    |
| 4     | 30 a 34 | 8     |
| 8     | 25 a 29 | 4     |
| 0     | 20 a 24 | 4     |
| 8     | 15 a 19 | 16    |
| 8     | 10 a 14 | 12    |
| 4     | 5 a 9   | 4     |
| 8     | 0 a 4   | 4     |

## Economia
El 2007 la població en edat de treballar era de 162 persones, 128 eren actives i 34 eren inactives. De les 128 persones actives 119 estaven ocupades (65 homes i 54 dones) i 10 estaven aturades (3 homes i 7 dones). De les 34 persones inactives 12 estaven jubilades, 16 estaven estudiant i 6 estaven classificades com a «altres inactius».

### Ingressos
El 2009 a Le Bec-Thomas hi havia 78 unitats fiscals que integraven 229 persones, la mediana anual d'ingressos fiscals per persona era de 21.901 €.

### Activitats econòmiques
Dels 4 establiments que hi havia el 2007, 2 eren d'empreses de construcció, 1 d'una empresa d'hostatgeria i restauració i 1 d'una empresa de serveis.
Els 2 serveis als particulars que hi havia el 2009 eren lampisteries.
L'any 2000 a Le Bec-Thomas hi havia 11 explotacions agrícoles que ocupaven un total de 141 hectàrees.

## Poblacions més properes
El següent diagrama mostra les poblacions més properes.